# Claudia Țapardel

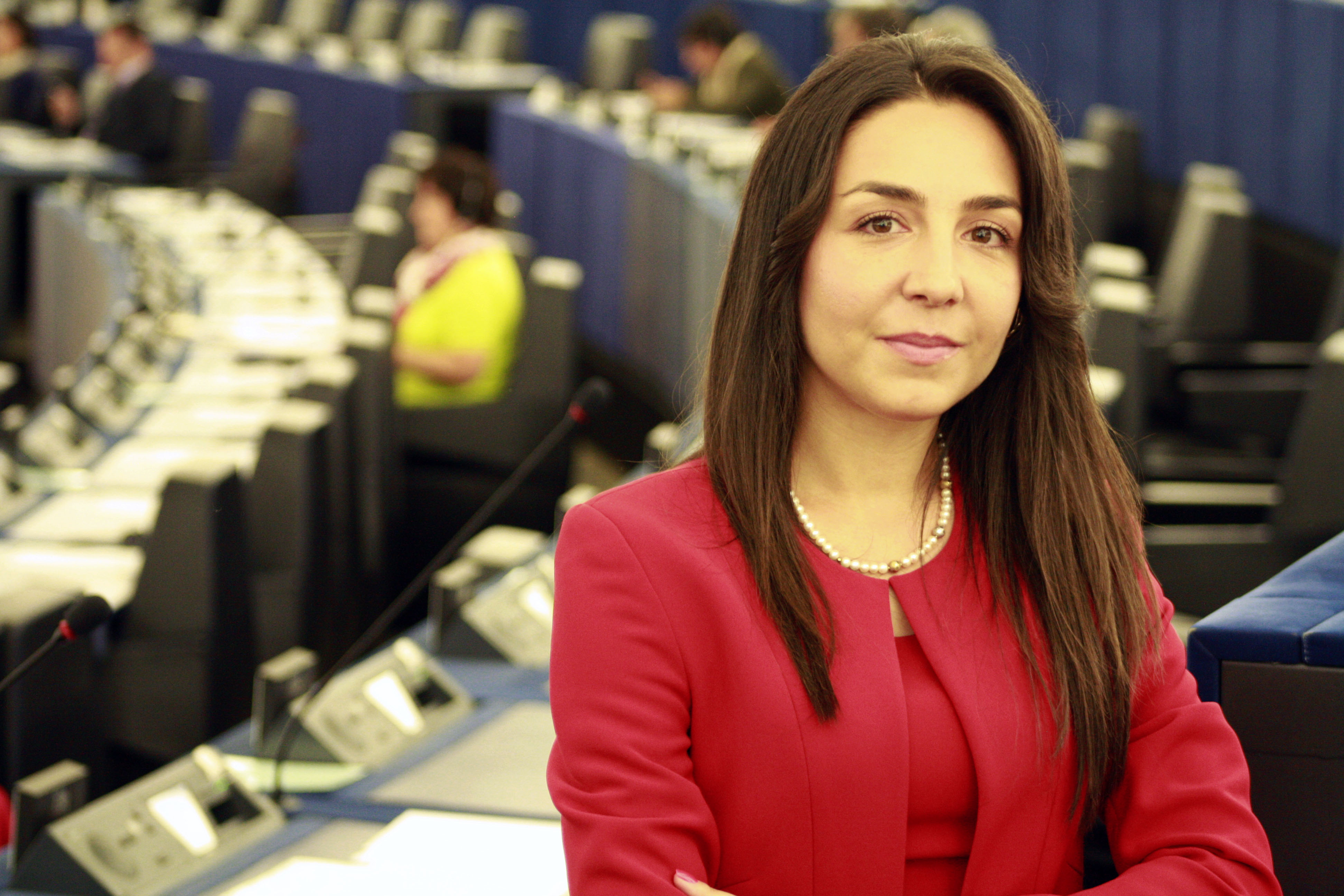
Claudia Tapardel (2014)

Claudia Țapardel (* 16. Dezember 1983 in Bukarest) ist eine rumänische Politikerin der Partidul Social Democrat.

## Leben
Țapardel studierte Wirtschaftswissenschaften. Seit 2014 ist sie Abgeordnete im Europäischen Parlament. Dort ist sie Mitglied der Fraktion der Progressiven Allianz der Sozialdemokraten im Europäischen Parlament. Sie sitzt im Ausschuss für Verkehr und Fremdenverkehr und in der Delegation für die Beziehungen zu den Ländern Südasiens.